# Dan Sociu
Dan Sociu (n. 20 mai 1978, Botoșani) este un scriitor român contemporan, cunoscut mai ales pentru operele sale poetice. Este considerat unul dintre poeții reprezentativi ai generației douămiiste, alături de Elena Vlădăreanu și Claudiu Komartin. 

## Biografie
Dan Sociu s-a născut la 20 mai 1978, la Botoșani, județul Botoșani.

### Activitate literară
A debutat în 2002 cu volumul borcane bine legate, bani pentru încă o săptămână, pentru care a primit „Premiul Național pentru Poezie Mihai Eminescu”.
În anii următorii, publică constant și-i apar volume primite pozitiv de critică în anii 2004 (fratele păduche), 2005 (cîntece excesive), 2011 (pavor nocturn). Pentru cîntece eXcesive primește „Premiul pentru Poezie al Uniunii Scriitorilor din Romania”.[1] În aceeași perioadă, traduce des din engleză și scoate în 2007 prima antologie în limba română a poeziilor lui Charles Bukowski, Dragostea e un cîine venit din iad[2], iar în 2009 Țara mlaștină și alte poeme, o antologie din poeziile lui Seamus Heaney.
. .

### Controverse
În ianuarie 2014 poetul refuză premiul „Cartea de Poezie a anului 2013” acordat de Institutul Cultural Român declarând: „Le mulțumesc lui Mihai Iovănel, Alex Goldiș și Bianca Burta-Cernat pentru că au ales Vino cu mine, știu exact unde mergem pentru premiul cartea de poezie a anului (nici nu știam de nominalizare) și mi-ar fi prins bine banii, dar nu pot să iau un premiu de la ICR-ul ăsta și de la ministerul ăsta al culturii, ține de un guvern prea scârbos, care nu respectă contractele cu noi, e compus din mincinoși patologici, a încălcat toate promisiunile, a bătut și a hărțuit țărani și protestatari, disprețuiește săracii, e arogant și unsuros, crede că poate face ce vrea din legi și altele, după cum le știm”.

### Activitate literară recentă
Pentru Volumul Uau!, primul volum de poezie originală după antologia poetică publicată în 2014, a primit în 2020 premiul Observator cultural pentru poezie.[4] Criticul Mihai Iovănel consideră că este „cea mai bună carte a lui Dan Sociu: o sinteză a ceea ce a scris până acum, dar și o capodoperă în raport cu care va fi măsurat tot ce va publica de acum înainte”.[5]

## Dosar de presă
„Dan Sociu este un autor care a învățat arta de a capta atenția. Proza sa cea mai banală nu pierde niciodată poezia din vedere. Poezia nu dispare în spatele unor descrieri sau simțăminte de sfârșeală. Dimpotrivă, poetul readuce poezia – aproape pierdută – între lucrurile și evenimentele cele mai derizorii, grotești, între nimicurile noastre de zi cu zi. Poezia lui se întâmplă o dată cu viața.“
– Grigore Chiper.

„Un autor mai mobil decât majoritatea congenerilor săi este Dan Sociu, poet și prozator, probabil autorul douămiist cu cel mai ridicat coeficient de inteligență artistică.”
(Mihai Iovănel, Ideologiile literaturii în postcomunism, p. 158)

## Opera

### Poezia
- borcane bine legate, bani pentru încă o săptămână, Editura Junimea, 2002 (poezie)
- fratele păduche, Editura Vinea, 2004 (poezie)
- cîntece eXcesive, Editura Cartea Românească, 2005, (poezie)
- Pavor nocturn, Editura Cartea Românească, 2011 (poezie)
- Poezii naive și sentimentale, Editura Cartea Românească, 2012 (poezie)
- Vino cu mine știu exact unde mergem,     Editura Tracus Arte, 2013, (poezie)
- Uau!, Polirom, Iași, 2019
- 17 poezii, CDPL, București, 2021
- porc şi sentimental, înţelept şi rău, Editura Polirom, 2021
- cum reuşeşti, viaţa mea, Editura Polirom, 2023
- Dulce și ieftin, Editura Polirom, 2025

### Proza
- URBANCOLIA, Editura Polirom, 2008 (roman)
- Nevoi speciale, Editura Polirom, 2008 (roman)
- Combinația, Editura Casa de pariuri     literare, București, 2012 (roman)
- Pluto în Scorpion, Editura Polirom, 2020 (proză scurtă)
- La gunoi, Editura Polirom, 2024 (roman)
- Filme româneşti, Editura Polirom, 2024 (proză scurtă)

### Antologii
Este prezent în antologiile: 
- Club 8 Poetry (Editura T, 2001);
- Ozone friendly (Editura T, 2002);
- hat jemand etwas gefragt? (Editura Versus, 2003);
- Povești erotice românești (Editura Trei, 2007);
- No Longer Poetry (Heaventree Press, 2007);
- New European Poets, (Graywolf Press, 2008);
- Compania poeților tineri (Compania, 2011);
- Nord - Antologia poeților botoșăneni de azi, Gellu Dorian, Ed. Axa, 2009;
- Dragostea când te doare, coord. de Doina Ruști, Editura Litera, 2022.
- Vino cu mine știu exact unde mergem (Editura Polirom, 2014)

## Premii
- Premiul național Mihai Eminescu pentru borcane bine legate, bani pentru încă o săptămână
- Premiul Uniunii Scriitorilor din România pentru cântece eXcesive
- Premiul Radio România Cultural pentru Poezii naive și sentimentale,
- Premiul revistei Observator cultural pentru Vino cu mine, știu exact unde mergem (antologie retrospectivă) și pentru volumul Uau!